# قسمت بعدی (ترانه)
«قسمت بعدی» (به انگلیسی: The next episode) تک آهنگ از خواننده رپ آمریکایی دکتر دره با همراهی اسنوپ داگ است که در ۲۶ ژوئن ۲۰۰۰ منتشر شد.